# Eberndorf

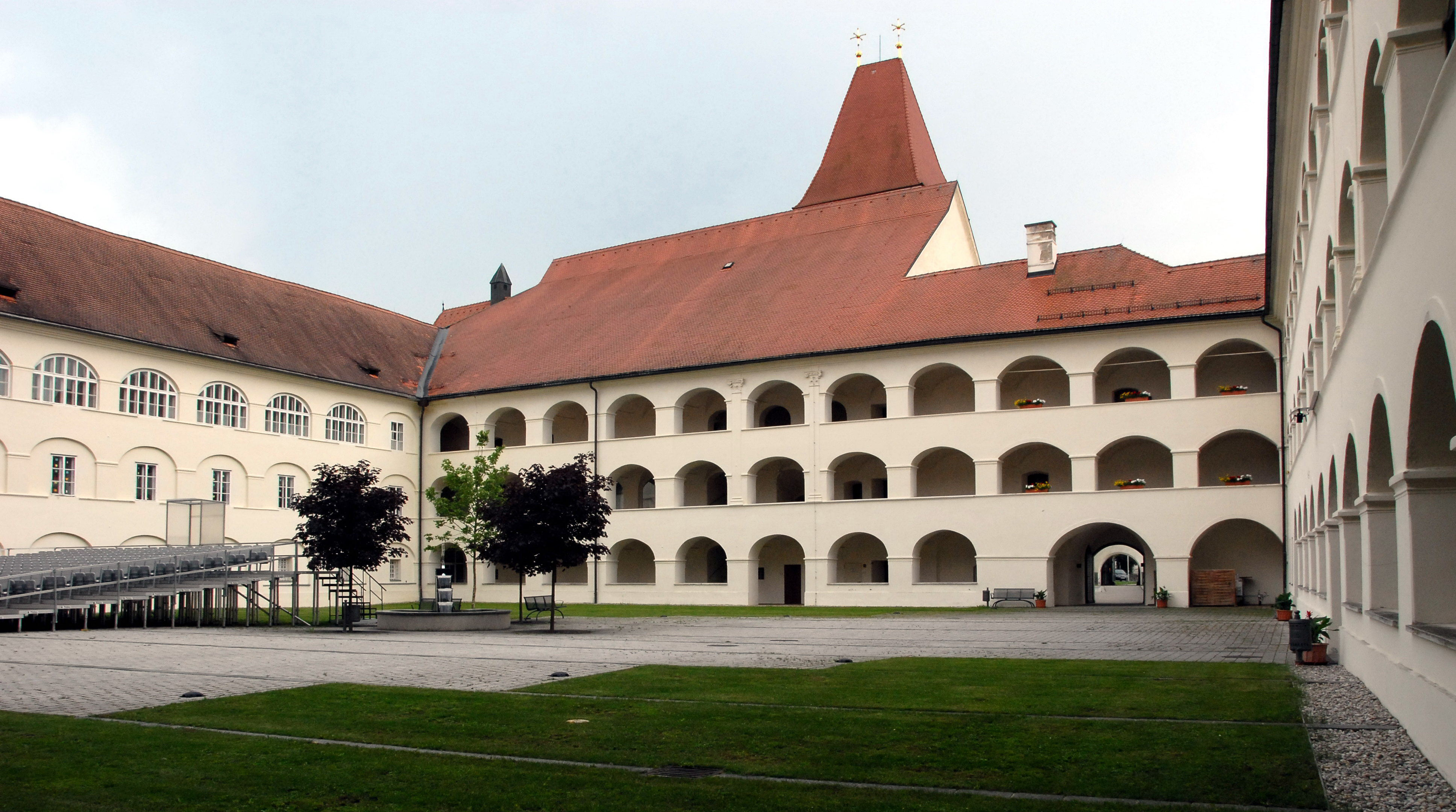
Arkády na nádvoří kláštera Eberndorf

Eberndorf  (slovinsky Dobrla vas) je dvojjazyčná trhová obec (městys) v rakouské spolkové zemi Korutany, východně od Klagenfurtu, v okresu Völkermarkt. V obci bydlí asi 5900 obyvatel (2016).

## Geografie

### Poloha obce
Eberndorf leží v údolí Jauntal, jižně od řeky Drávy, kde se rozprostírá tzv. Jaunfeld.

### Části obce
Obec je tvořena osmi katastrálními územími Buchbrunn (Bukovje), Gablern (Lovanke), Gösselsdorf (Goselna vas), Kühnsdorf (Sinča vas), Loibegg (Belovče), Mittlern (Metlova), Mökriach (Mokrije) a Pribelsdorf (Priblja vas).
Obec se skládá z následující 24 částí (v závorce používané slovinské varianty) (počet obyvatel k lednu 2015):
| - Buchbrunn - Bukovje (92) - Buchhalm - Podhom (123) - Eberndorf - Dobrla vas (1069) - Edling - Kazaze (194) - Gablern - Lovanke (253) - Gösselsdorf - Goselna vas (637) - Graben - Graben (0) - Hart - Dobrava (153) | - Hof - Dvor (58) - Homitzberg - Homec (27) - Humtschach - Humče (126) - Köcking - Kokje (213) - Kohldorf - Voglje (72) - Kühnsdorf - Sinča vas (1532) - Loibegg - Belovče (102) - Mittlern - Metlova (584) | - Mökriach - Mokrije (89) - Oberburg - Zgornji Podgrad (68) - Pribelsdorf - Priblja vas (225) - Pudab - Pudab (20) - Sankt Marxen - Šmakež (114) - Seebach - Jezernica (62) - Unterbergen - Podgora (19) - Wasserhofen - Žirovnica (15) |

### Sousední obce
Eberndorf sousedí na severu s Völkermarktem, na východě Bleiburgem, na jihovýchodě s obcí Feistritz ob Bleiburg, na jihu s Sittersdorfem, na jihozápadě s Gallizienem a na západě s Sankt Kanzian am Klopeiner See.

## Historie
Z historického významu pro dnešní obec a region bylo založení kláštera Eberndorf furlanským hrabětem Kazelínem (zemřel před 1106) a patriarchou z Aquileia Peregrinem/Pilgrim (asi 1132–1161), jako augustiniánský klášter. Důležité pro velkou část údolí Jauntal bylo uzavření kláštera v průběhu protireformace v roce 1604 a nahrazení jezuitskou rezidencí, který existovala až do zrušení Tovaryšstva Ježíšova v roce 1773. V roce 1809 přešel klášter a s ním spojené nemovitosti na Benediktinské opatství svatého Pavla v Lavanttalu, který je vlastníkem dodnes. Pozdně gotický kostel a barokní budovy utváří dnes charakter vesnice.
Obec Eberndorf byla vytvořena v roce 1850. V roce 1876 byly odděleny a vyčleněny jako samostatné místními části Globasnitz, Rückersdorf a Sittersdorf; a místní část Grabelsdorf se stala částí obce Sankt Kanzian am Klopeiner See. Kromě zahrnutí katastrálního území Mökriach v roce 1944, proběhlo už jen málo územních korekcí. Právo používat označení "tržní město" dostal Eberndorf v roce 1952.
Od roku 1902 do roku 1971 bylo místo přístupné po železnici Vellachtalbahn (úzkorozchodná dráha Kühnsdorf - Eisenkappel - Eberndorf). Železniční trať byla v roce 1971 vyřazena z provozu a následně zničena. Zůstalo po ní několik pozůstatků jako je kotelna bývalého nádraží Kühnsdorf.

## Obyvatelstvo
Podle statistiky z roku 2001 měl Ebendorf 6014 obyvatel, z nichž 95,5 % byli občané Rakouska a 2,5 % Bosňáci. Celkem 8,6 % obyvatel jsou korutanští Slovinci.

## Náboženství
Celkem 89,4 % populace se hlásí k římským katolíkům, 2,6 % k evangelíkům a 2,3 % k islámu. Bez vyznání je 4,1 % (stav ze sčítání v roce 2001).
Obec Eberndorf se skládá ze tří farností:
- farnost Eberndorf (župnija Dobrla vas)
- farnost Edling (župnija Kazaze)
- farnost Kühnsdorf (župnija Sinča vas)

### Budovy

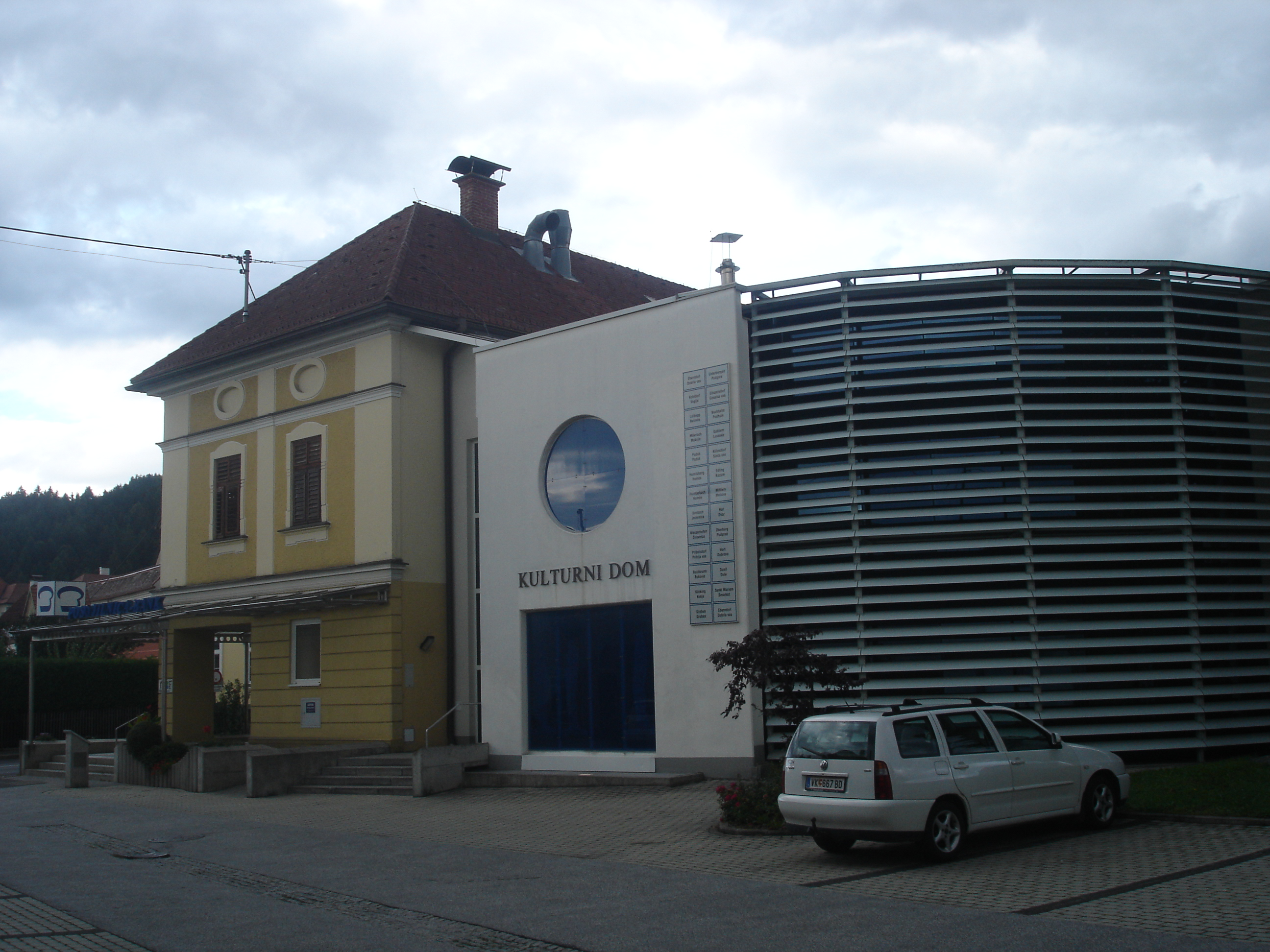
Kulturni Dom (Slovinský kulturní dům)

- Farní a bývalý klášterní kostel Nanebevzetí Panny Marie
- Klášter Eberndorf, který byl postaven v první polovině 12. století. V letech 1446–1476 byl klášter opatřen valem a zabezpečen vodním příkopem. V roce 1723 padl za oběť velkému požáru. Jeho dnešní podoba byla dokončena v roce 1751.
- Farní kostek Edling
- Slovinský dům kultury (Kulturni Dom)

## Politika

### Obecní rada
Obecní rada má 23 členů a je strukturována po komunálních volbách v roce 2015 takto:
- Sociálnědemokratická strana Rakouska - 12
- Rakouská lidová strana - 5
- Enotna Lista - 3
- Svobodná strana Rakouska - 3

Starostou, který je volený přímo, je Gottfried Wedenig (Sociálnědemokratická strana).

### Starostové
- 1982–2009 Josef Pfeifer (SPÖ)
- od roku 2009 Gottfried Wedenig (SPÖ)[4]